# Pinus balfouriana
Pinus balfouriana là một loài thực vật hạt trần trong họ Thông. Loài này được Balf. miêu tả khoa học đầu tiên năm 1853.